# Dreams to Remember
Dreams to Remember er det første solo studiealbum af den danske sanger og musiker Henning Stærk, der blev udgivet i 1989 på Genlyd. Han havde tidligere udgivet EPen Henning Stærk i 1981 og tre albummer med Henning Stærk Band mellem 1984–1987. Dreams to Remember blev Stærks kommercielle gennembrud med over 80.000 solgte eksemplarer. Albummet indeholder blandt andet radiohittet "Sweetheart", der er skrevet af Poul Krebs.
Albummet blev produceret af Kim Hyttel og var et stilmæssigt skift fra de foregående albummers soulrock til en mere rock og country-orienteret stil. På albummet medvirker blandt andre Stærks backinggruppe Shaky Ground, den amerikanske mundharpespiller Charlie McCoy og Elvis Presleys gamle korsangere The Jordanaires.

## Spor
| 1.    | "Cheque Book"                 | Mickey Jupp                 | 3:23 |
| 2.    | "Bound to Know"               | Nils Maaetoft               | 2:16 |
| 3.    | "Sweetheart"                  | Poul Krebs                  | 4:35 |
| 4.    | "Switchboard Susan"           | Jupp                        | 4:04 |
| 5.    | "Same Ole Story"              | Maaetoft                    | 3:58 |
| 6.    | "Out of Time"                 | Mick Jagger, Keith Richards | 4:09 |
| 7.    | "I've Got Dreams to Remember" | Otis Redding, Zelma Redding | 4:40 |
| 8.    | "The Only One"                | Ivan Pedersen               | 4:32 |
| 9.    | "Mess of Blues"               | Doc Pomus, Mort Shuman      | 2:57 |
| 10.   | "I Don't Mind"                | James Brown                 | 3:21 |
| 37:53 |                               |                             |      |

## Medvirkende
- Henning Stærk – vokal, elektrisk guitar, mundharpe, tamburin, maracas

Shaky Ground
- Jan Mols – elektrisk og akustisk guitar, kor
- Carsten Egholm – bas, 6-strenget bas
- Erik Lodberg – trommer

The Jordanaires
- Neal Matthews – kor
- Gordon Stoker – kor
- Louis Nunley – kor
- Duane West – kor

Øvrige musikere
- Erik Jepsen – elektrisk og akustisk guitar, 12-strenget guitar, 6-strenget bas, mandolin, dobro, kor
- Charlie McCoy – mundharpe
- Kim Hyttel – orgel, akustisk guitar
- Jacob Riis-Olsen – kor
- Jens G. Nielsen – kor
- Jesper Bay – kor
- Niels Mathiasen – kor

Produktion
- Kim Hyttel – producer
- Henning Stærk – assisterende producer
- James Loveless – supervisor af vokalindspilninger
- Tom Jeppesen – lydtekniker
- Johannes Stærk – lydtekniker
- Poul Stenstrup – lydtekniker
- Thomas Lund – lydtekniker
- Tom R. Andersen – lydtekniker
- Claus Thorbjørn – cover design
- Morten Bak – cover design
- Jan Jul – coverfoto